# Vščiž
Vščiž (in russo Вщиж?) era una città della Russia esistita fino al XIII secolo.
La città era situata sulle rive del fiume Desna nell'attuale Oblast' di Brjansk nell'occidente della Russia al confine con l'Ucraina. Nel XII secolo, Vshchizh fu appannaggio del principe Svyatoslav Vladimirovich. La distruzione della città fu causata nel XIII secolo dai mongoli durante le loro conquiste in Europa.
I vari edifici e artefatti di Vshchizh furono ritrovati a metà XX secolo dall'archeologo Boris Rylakov.
Nella letteratura la città fu una grande fonte di ispirazione per il poeta russo Fëdor Ivanovič Tjutčev